# 瓦爾達 (康熙進士)
瓦爾達（？—？），瓜尔佳氏，满洲镶白旗人。康熙丙子举人，庚辰进士。
后任理事通判。

## 家族
- 曾祖嘉布蘭，嘉拉庫地方人，国初来归。

- 祖父不详。

- 父满图，原任骁骑校。

- 子雙慶，雍正癸丑进士，国子监祭酒、仓场侍郎；勒福，乾隆己未进士。[3]

- 孫：蘇保，乾隆庚子兄弟同榜举人；亮保，乾隆辛丑进士，内阁学士。